# Notarctia proxima

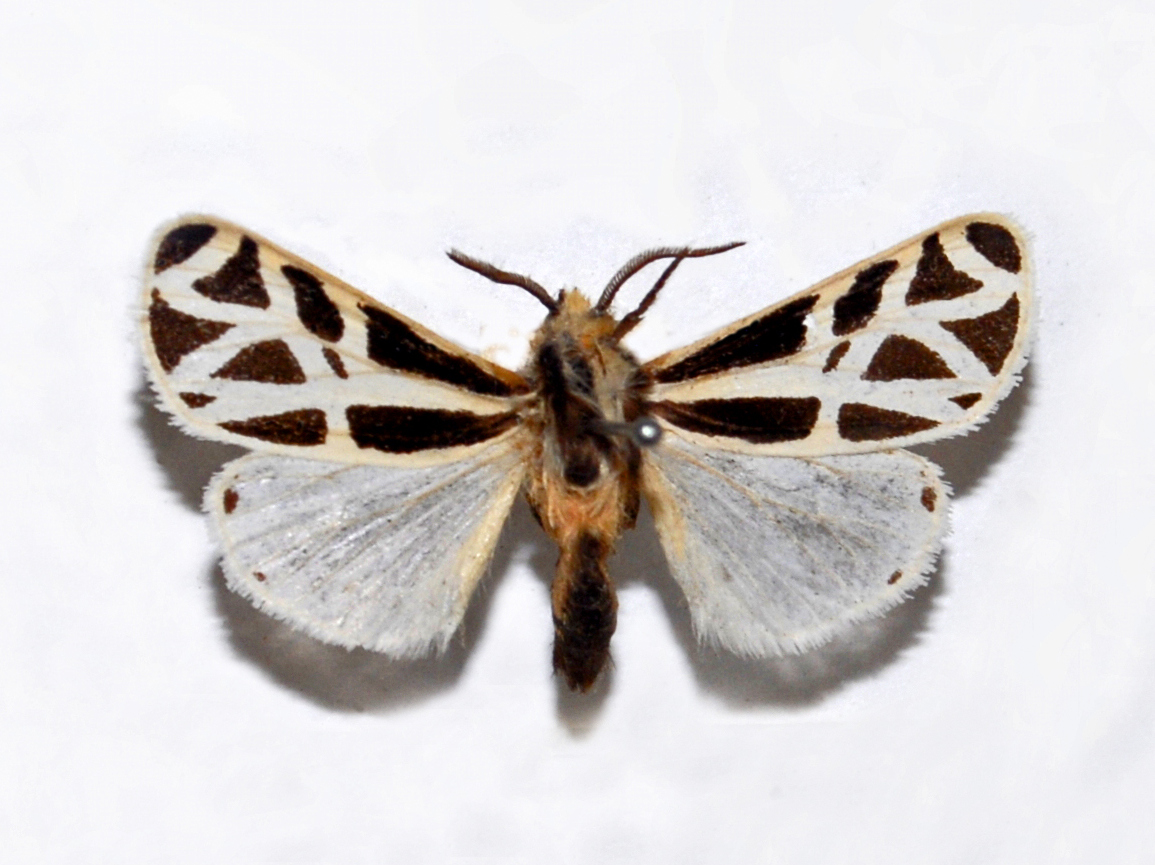
Männchen

Notarctia proxima ist ein Schmetterling (Nachtfalter) aus der Unterfamilie der Bärenspinner (Arctiinae). Die Art wird im englischen Sprachgebrauch als Mexican tiger moth bezeichnet.

## Merkmale

### Falter
Die Falter besitzen eine Vorderflügellänge von 14 bis 20 Millimetern. Zwischen den Geschlechtern besteht ein deutlicher Sexualdimorphismus. Dieser bezieht sich auf die Färbung der Hinterflügeloberseite. Die Weibchen zeigen dort ein blasses Rot mit schwarzen Flecken in der Submarginalregion, die Männchen haben hingegen nahezu zeichnungslose rein weiße Färbungen. Beide Geschlechter haben auf der Vorderflügeloberseite eine schwarze Grundfärbung, von der sich ein gitterförmiges, breit milchig weißes Zeichnungsmuster abhebt. Der Thorax ist pelzig schwarz behaart und zeigt breite weißliche Längsstreifen. Das rote Abdomen ist am Körperende schwarz gefärbt.

### Raupe
Die dunkelbraunen Raupen sind kurz hellbraun bis schwarzbraun behaart. Auf dem Rücken und an den Seiten befinden sich dunkle Punktwarzen.

## Verbreitung und Vorkommen
Notarctia proxima kommt im Westen der USA bis in den Nordwesten Mexikos verbreitet vor. Die Art lebt überwiegend an den Rändern von Gewässern.

## Lebensweise
Die nachtaktiven Falter fliegen in mehreren Generationen von April bis Oktober. Sie besuchen künstliche Lichtquellen. Die Raupen überwintern. Weitere Informationen über die Lebensweise der Art liegen gegenwärtig nur lückenhaft vor.